# Moulin du Rhin
De Moulin du Rhin is een windmolenrestant in de tot het Franse Noorderdepartement behorende gemeente Gijvelde gelegen plaats De Moeren. Hij bevindt zich in het gehucht Krommenhouck nabij Uksem.

## Geschiedenis
Deze achtkante stenen bovenkruier fungeerde als poldermolen. Hij behoorde tot de molens die aan het begin van de 19e eeuw werden gebouwd en beschikte over een vijzel. De vijzel van de Moulin du Rhin kon het water 3 meter opvoeren en was in staat om, na de inundatie van 1940, de polder De Moeren in twee maanden tijd weer leeg te malen.
In 1931 werden de wieken gedemonteerd en werd de vijzel voortaan aangedreven door een gasmotor. Na 1940 kwam ook deze buiten werking en in 1943 werd de molen door de Duitse bezetter in brand gestoken. In februari 1944 werd de polder De Moeren opnieuw geïnundeerd.
De romp bleef verder onbeheerd, totdat ze in 1969 werd omgebouwd tot woning. De vijzel kwam in een museum terecht.